# Зорич, Максим Фёдорович
Максим Фёдорович Зорич (1719—1775) — российский командир сербского происхождения, генерал-лейтенант. Владелец местечка Мадона в Лифляндии.

## Биография
На русской службе с 1753 года, служил в гусарском полку Депрерадовича в Славяносербии. Участвовал в Семилетней войне, неоднократно демонстрировал прекрасные командирские навыки в ходе боевых действий и рейдов по тылам противника. За проявленные отвагу и героизм произведен в бригадиры, а в 1765 году назначен командиром формируемого Изюмского гусарского полка. С началом Русско-турецкой войны 1768—1774 годов Изюмский полк вошел в состав армии Румянцева-Задунайского и сразу же обратил на себя внимание. Командующий, проведя смотр войскам в октябре 1768 года, высоко оценил и отметил полк Зорича в рапорте в военную коллегию:
О качестве здешних полков ... доложить Военной коллегии могу, что первенство пред всеми тут кавалерийскими без сомнения имеет Изюмский гусарский, в котором люди прямо научены службе, лошади хорошие, выключая только немногих из комплекту прежних козацких.
В 1771 году Зоричу присваивают звание генерал-майора, а 3 августа 1771 года командир Изюмского полка был награждён орденом Святого Георгия III степени:
за атаку 29-го июня 1771 года и прогнание выехавшей из бывшего при Кафе ретраншамента неприятельской конницы и выгнания из ретраншамента неприятеля.
Не имея прямых наследников, усыновил своего старшего двоюродного племянника Семена Неранчича, которому дал свою фамилию и определил на военную службу. Семен Гаврилович Зорич в будущем стал одним из фаворитов императрицы Екатерины II.